# 慈しみ
| ウィキペディアには「慈しみ」という見出しの百科事典記事はありません（タイトルに「慈しみ」を含むページの一覧/「慈しみ」で始まるページの一覧）。 代わりにウィクショナリーのページ「いつくしみ」が役に立つかもしれません。 |